# Nauticus (Spiel)
Nauticus ist ein 2013 bei Kosmos erschienenes Brettspiel von Wolfgang Kramer und Michael Kiesling für 2 bis 4 Spieler. Die Illustrationen stammen von Alexander Jung, die Grafiken von Michaela Kienle.

## Inhalt
- 1 Spielplan, auf den gelegt werden:
  - 1 Drehscheibe
  - 8 Aktionsplättchen
  - 1 Ankerplättchen
  - 1 Rundenmarker
  - Maximal 4 Siegpunktmarker in den Spielerfarben
- 4 Lager
- 63 Schiffsplättchen:
  - 18 Bugplättchen
  - 9 Mittelteilplättchen
  - 18 Heckplättchen
  - 18 1er Schiffplättchen
- 72 Masten:
  - je 15 Masten mit 4 verschiedenen Wappen
  - 12 Masten mit Krone (Joker)
- 72 Segel:
  - je 15 Segel mit 4 verschiedenen Wappen
  - 12 Segel mit Krone (Joker)
- 48 Warenplättchen: je 12× Fisch, Getreide, Kaffee und Salz
- 42 Münzen:
  - 26× 1 Taler
  - 16× 5 Taler
- 12 Passe-Plättchen: je 4× -3, -2, -1 Siegpunkt
- Übersicht (Siegpunkte bei Spielende)
- 28 Arbeitersteine
- 1 Startspielefigur
- Spielanleitung (12 Seiten, mehrfarbig)

## Beschreibung
Nauticus ist ein Strategiespiel mit laut Autor 15 % Glücksanteil. Die Spieler betreiben ein Kleinunternehmen, das Schiffe baut, Waren einkauft und diese mit den Schiffen transportiert. Für die fertiggestellten Schiffe und die verschifften Waren erhalten die Spieler Siegpunkte. Die Schiffe können in verschiedenen Größen gebaut werden, wobei es für die größeren Schiffe mehr Siegpunkte gibt, diese aber schwieriger fertigzustellen sind und damit Waren auch erst spät verschifft werden können. Das Spiel läuft über 4 (mit 2 Spielern) bzw. 5 Runden (mit 3 und 4 Spielern), die jeweils aus 7 von 8 möglichen Aktionsphasen bestehen, wobei sich die Reihenfolge immer wieder ändern kann. Dabei wählt der jeweilige Startspieler zunächst eine Aktion, für die er einen Bonus erhält und die er ausführen kann. Anschließend führt jeder Spieler diese Aktion ebenfalls aus (ein Prinzip, das z. B. auch bei Puerto Rico oder San Juan vorkommt). Statt eine Aktion auszuführen, kann auch gepasst werden, wodurch man verhindert am Ende der Runde Punkte zu verlieren.
Bei den Aktionsphasen ist zwischen kostenpflichtigen (Rumpfteile, Masten, Segel und Waren kaufen) und kostenlosen Aktionen (Transport, Geld abheben, Waren ausliefern und Kronenwertung) zu unterscheiden. Jede Aktion kann mehrfach ausgeführt werden, für beide Aktionsarten wird aber pro Aktion ein Arbeiter benötigt, die nur beschränkt zur Verfügung stehen. Die kostenpflichtigen Aktionen kosten 0 bis 3 Taler, sofern verschiedene Teile gekauft werden, bzw. 4 Taler, wenn ein Teil nochmals gekauft wird. Teile, die bezahlt werden, dürfen sofort verbaut oder – wenn es Waren sind – verladen werden. Alle kostenlos erhaltenen Teile müssen immer erst ins Lager gelegt werden, das nur begrenzt Platz bietet. Von dort können sie nur durch die Aktion „Transport“ verbaut oder verladen werden. Kauft man 4 verschiedene Teile, erhält man 1 weiteres Teil kostenlos.
Wer ein Schiff fertig stellt, das aus einem kompletten Rumpf sowie der entsprechenden Zahl von Masten und Segeln besteht, erhält pro Mast eine Belohnung. Dabei müssen alle Masten und Segel das gleiche Wappen oder als Joker Kronen haben. Als Belohnung kann man Kronenmasten bzw. -segel, Siegpunkte, Taler, Arbeiter oder Waren erhalten.
Zusätzlich steht jedem Spieler einmal im Spiel eine Extra-Aktion zu, die er zu einem beliebigen Zeitpunkt, wenn er am Zug ist, durchführen kann, um z. B. auf eine ungünstige Reihenfolge der Aktionen reagieren zu können.
Nach der 4. bzw. 5. Runde erhalten die Spieler noch Siegpunkte für ausgelieferte Waren, fertiggestellte Schiffe und das restliche vorhandene Material, wobei jedes Teil und jeder Arbeiter in 1 Taler getauscht werden und 3 Taler in 1 Siegpunkt. Wer die meisten Siegpunkte hat, gewinnt, bei einem Gleichstand gewinnt der Spieler mit den meisten Talern.